# Grebnice (Šamac)
Grebnice (szerbül: Гребнице), település Bosznia-Hercegovinában, Šamac községben, a Szerb Köztársaság északi régiójában. Grebnice településnek a boszniai Szerb Köztársaság területére eső része.

## Fekvése
A település Bosznia-Hercegovina északi részén, Dobojtól légvonalban 48, közúton 69 km-re északkeletre, községközpontjától légvonalban 4, közúton 5 km-re délre, a Szávamenti-síkságon, a Száva jobb partján, 84-88 méteres magasságban fekszik.

## Népessége
| Nemzetiségi csoport | Népesség 1991 | Népesség 2013 |
| ------------------- | ------------- | ------------- |
| Szerb               | 210           | 73            |
| Bosnyák             | 1             | 1             |
| Horvát              | 1933          | 380           |
| Jugoszláv           | 26            | 0             |
| Egyéb               | 40            | 1             |
| Összesen            | 2210          | 455           |

## Története
A Greblje nevű lelőhelyen, a Száva egykori medrének mentén egykor római település állt, melyről az itt található építőanyag és kerámiatöredékek tanúskodnak.
A Bazik, Grebnice, Tišina és Škarić falvak mai területét, valamint a Száva túloldalán fekvő településeket 1680 körül egyetlen falu foglalta magában, Babina Greda. Babina Greda boszniai, déli oldalán Crkvište faluval (ma Crkvina ortodox szerb falu) volt határos, Crkvište plébánia pedig a 17. század végéig magában foglalta a Száva és Boszna közötti területet, valamint a kis Tolisa folyó vidékét, és magában foglalta a fent említett Babina Greda és Domaljevac falvakat is - írja Roko Špionjak atya „Povijest Župe Domaljevac” (A domaljevaci plébánia története) című munkájában. A török háborúk alatt - folytatja a szerző - különösen az 1687-1696-os nagy háborúban, és az 1716-1717-es háborúban a Posavina mindkét oldalon nagy népességváltozásokat élt át, és lakossága sokkal nagyobb nehézségeket szenvedett el, mint a belső területek, mivel a Száva menti harcok tovább tartottak, és a fosztogatás könnyebb volt. Az előbbi háborúban a Száva folyó jobb partján fekvő teljes terület mozgásban volt. Amint lehetőség nyílt rá, a katolikusok átkeltek a Száva folyó bal partjára, és Szlavóniában telepedtek le. Azok a katolikusok, akik az 1699-es karlócai béke után a Száva folyó jobb partján maradtak, az 1716–1717-es háború alatt elhagyták a területet. Az első háború alatt mindössze körülbelül 20 család költözött Domaljevacról a szlavóniai Babina Gredára. Domaljevacon mindössze két ház maradt. Rocco atya hozzáteszi, hogy az 1718-as pozsareváci békével Ausztria visszautasított egy keskeny területsávot a Száva jobb oldalán. A terület 1725-ös kijelölésekor feljegyezték, hogy az a domaljevaci Babina Greda és Utorkovište között feküdt. (Utorkovište egy olyan falu volt, amely akkoriban magában foglalta a jelenlegi Ugljara, Donja Mahala, Tolisa és Kostrč falvakat).
Marijan Bogdanović apostoli helynök 1768-as jelentésében a bijelai plébánián többek között Grebnice szerepel, 8 katolikus házzal és 33 katolikussal, akik közül 19 felnőtt és 14 gyermek volt. Augustin Miletić püspök 1813-as listája szerint a Tolis plébánián többek között Vidovica és Grebnice szerepel, összesen 93 katolikus házzal és 699 katolikussal, akik közül 458 felnőtt és 241 gyermek volt. Az 1856-os Boszna Srebrena-i egyházmegyei sematizmusban, valamint az 1855-ös adatok szerint a tišinai plébánián többek között Grebnice is szerepel, 53 katolikus családdal és 386 katolikussal. A Boszna Srebrena-i 1864-es sematizmus szerint a domaljevaci káplánságban többek között Grebnice is szerepel, 30 katolikus családdal és 238 katolikussal. Az egyházmegye 1877-es sematizmusa szintén a domaljevaci plébánián belül sorolja fel Grebnice helységet, 29 katolikus családdal és 222 katolikussal.
A település 1878-ig tartozott az Oszmán Birodalomhoz. Ekkor a berlini kongresszus határozata alapján az Osztrák-Magyar Monarchia katonai megszállása alá került, mely 1908-ban annektálta Bosznia-Hercegovinát. 1879-ben az első osztrák-magyar népszámlálás során az Orašjei járáshoz és Tišina községhez tartozó településnek, 80 háztartása, 490 római katolikus és 126 ortodox lakosa volt. 1910-ben a Bosanski Šamaci járáshoz tartozó településen 125 háztartást, 668 római katolikus és 197 ortodox lakost találtak. A monarchia szétesésével 1918-ban előbb a Szerb-Horvát-Szlovén Királyság, majd 1929-től a Jugoszláv Királyság része lett. 1921-ben a Bosanski Šamac-i járáshoz tartozó településnek 1124 lakosa volt, közülük 920 római katolikus és 204 ortodox volt. Az 1929-es törvény értelmében, amikor Bosznia-Hercegovinát négy banovinára, Drinskára, Vrbaskára, Zetskára és Primorskára osztották, a település a Vrbaska banovina (Orbászi Bánság) része lett, amelynek székhelye Banja Luka volt. 1939-ben a közigazgatás átszervezésével a Hrvatska banovina (Horvát Bánság) része lett. 
A második világháborúban Jugoszlávia megszállása után a Független Horvát Állam (NDH) része lett. A második világháború után 1992-ig a település a szocialista Jugoszlávia keretében a Bosznia-Hercegovinai Népköztársaság része volt. 
A grebnicai plébániát 1992-ben hozták létre, amikor bizonyos településeket leválasztottak a domaljevaci és Hrvatska Tišina-i plébániákról. A plébániához Grebnice és Bazik települések tartoztak. A plébániatemplomot először temetőkápolnaként építették 1968-ban, majd 1987-ben jelentősen kibővítették.
A boszniai háború idején Bosanski Šamac község nagy része szerb ellenőrzés alá került, a horvát lakosságot a falu elhagyására kényszerítették, templomukat lerombolták. A boszniai háborút lezáró daytoni békeszerződés rendelkezése alapján az ország területét felosztották a Bosznia-hercegovinai Föderáció és a boszniai Szerb Köztársaság között. A területmegosztás eredményeként a település egy része Šamac község részeként a Szerb Köztársaság területéhez került, míg a másik rész a Föderációhoz tartozó Domaljevac-Šamac község része lett. A háború befejezése után és a háború utáni időszakban a horvát menekülteknek csak kis része tért vissza.

## Nevezetességei
- A falu Marchiai Szent Jakab tiszteletére szentelt római katolikus temploma 1968-ban épült, majd 1987-ben bővítették. Az 1992-1995-ös háború alatt szerb szélsőségesek közvetlenül a templom tetejét találták el, és a lövedékek repeszei megrongálták a temető sírköveit is. A háború sújtotta plébánia területéről sok horvát katolikus elhagyta otthonát. 2000. november 27-én, közel ötszáz hívő jelenlétében Vinko Puljić bíboros, Vrhbosna érseke áldotta meg az új grebnicei plébániatemplom, plébániaház és lelkipásztori központ alapkövét.[7] A templom és a plébániház ma a Bosznia-hercegovinai Föderáció területére esik.

- Greblje – római kori település maradványai. A Száva egykori folyómedre mentén húzódó alacsony gerincen római építőanyag és kerámiák töredékei találhatók.[5]